# 솔로몬 도둑
《솔로몬 도둑》은 MBC에서 1997년 7월 18일에 방영된 베스트극장으로, 이혼을 앞둔 부부와 그 집에 침입한 어수룩한 도둑의 이야기이다.

## 줄거리
스타킹을 눌러쓴 30대 후반의 도둑이 물건을 훔치러 들어왔는데 팔과 다리를 한 채 각방을 쓰고 있는 신혼 부부의 모습에 이상한 느낌이 들어 두 사람을 깨워 사연을 듣는다. 이들은 신혼 3개월만에 하찮은 일로 이혼하려는 철없는 부부였는데, 도둑은 자신도 이혼했다며 물건은 훔쳐가지 않을 테니 자초지종이나 들어보자고 한다.

## 등장 인물

### 주요 인물
- 박형준 : 승준 역
- 김지수 : 승준의 아내 역
- 조형기 : 도둑 역

### 그 외 인물
- 김영옥
- 서권순
- 정대홍
- 이계인
- 정한헌
- 최재호
- 유준석
- 윤용현
- 정재근
- 김치국